# Ольховский район (Курганская область)
Ольховский район — административно-территориальная единица в составе Уральской, Челябинской и Курганской областей, существовавшая в 1923—1963 годах. Центр — село Ольховское (ныне Ольховка).
Ольховский район был образован в составе Шадринского округа Уральской области в ноябре 1923 года.
В 1930 году окружное деление в СССР было отменено и район перешёл в прямое подчинение Уральской области.
17 января 1934 года Ольховский район вошёл в состав Челябинской области.
18 января 1935 года часть территории Ольховского района была передана в новый Буткинский район.
В апреле 1941 года часть территории Ольховского района была передана в новый Мехонский район.
В феврале 1943 года Ольховский район вошёл в состав Курганской области. В это время район включал 24 сельсовета: Атяжский, Беловский, Беляковский, Большеберкутский, Воденниковский, Вознесенский, Грибановский, Дрянновский, Ичкинский, Кривской, Клюкинский, Камышинский, Ольховский, Ольховоозерский, Перуновский, Потанинский, Параткульский, Песьянский, Сапожниковский, Топорищевский, Терсюкский, Сараткульский, Сосновский и Язовский
31 июля 1952 года Дрянновский с/с был передан из Ольховского района в Шадринский.
14 июня 1954 года были упразднены Беловский, Беляковский, Большеберкутский, Грибановский, Камышинский, Клюкинский, Ольховоозерский, Перуновский, Потанинский, Сапожниковский, Сараткульский и Язовский с/с.
13 марта 1957 года из Шадринского района в Ольховский был передан Могильский с/с.
25 апреля 1957 года был образован Беркутский с/с.
30 июля 1962 года Атяжский с/с был присоединён к Кривскому с/с, а Могильский и Беркутский — к Сосновскому.
1 февраля 1963 года Ольховский район был упразднён. При этом Вознесенский, Кривской, Параткульский и Сосновский с/с были переданы в Далматовский район, а Воденниковский, Ичкинский, Ольховский, Песьянский, Терсюкский и Топорищевский — в Шадринский район.